# William Dawnay (6e vicomte Downe)
William Henry Dawnay, 6e vicomte Downe (20 août 1772 - 23 mai 1846), est un membre du clergé anglais et un pair irlandais. 

## Biographie

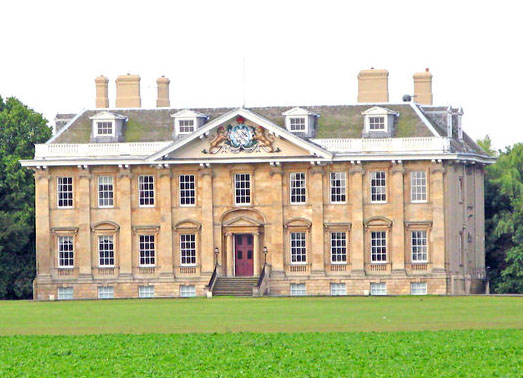
Cowick Hall dans la circonscription est du Yorkshire, siège des vicomtes Downe

Il est le deuxième fils de John Dawnay (4e vicomte Downe). Il fait ses études au Collège d'Eton, il se lie d'amitié avec le fils de Giles Earle (décédé en 1811). Il s'inscrit à la Christ Church d'Oxford en 1790, obtient son baccalauréat en 1795 et son MA en 1796. 
En 1798, son frère John Dawnay (5e vicomte Downe) le présente aux rectorats de Sessay et de Thormanby. Ces deux activités se déroulent dans le Yorkshire du Nord et sont placées sous le patronage des Dawnays, tout comme Ashwell, Rutland, auquel son frère le présente en 1803. 
Le 6 juin 1811, William épouse Lydia Heathcote, fille de John Heathcote de Connington Castle, dont ils ont trois enfants: 
- William Dawnay (7e vicomte Downe) (1812-1857)
- Lydia Frances Catherine Dawnay (2 octobre 1813 - 28 janvier 1890)
- Payan Dawnay (18 novembre 1815 - 17 juin 1891)

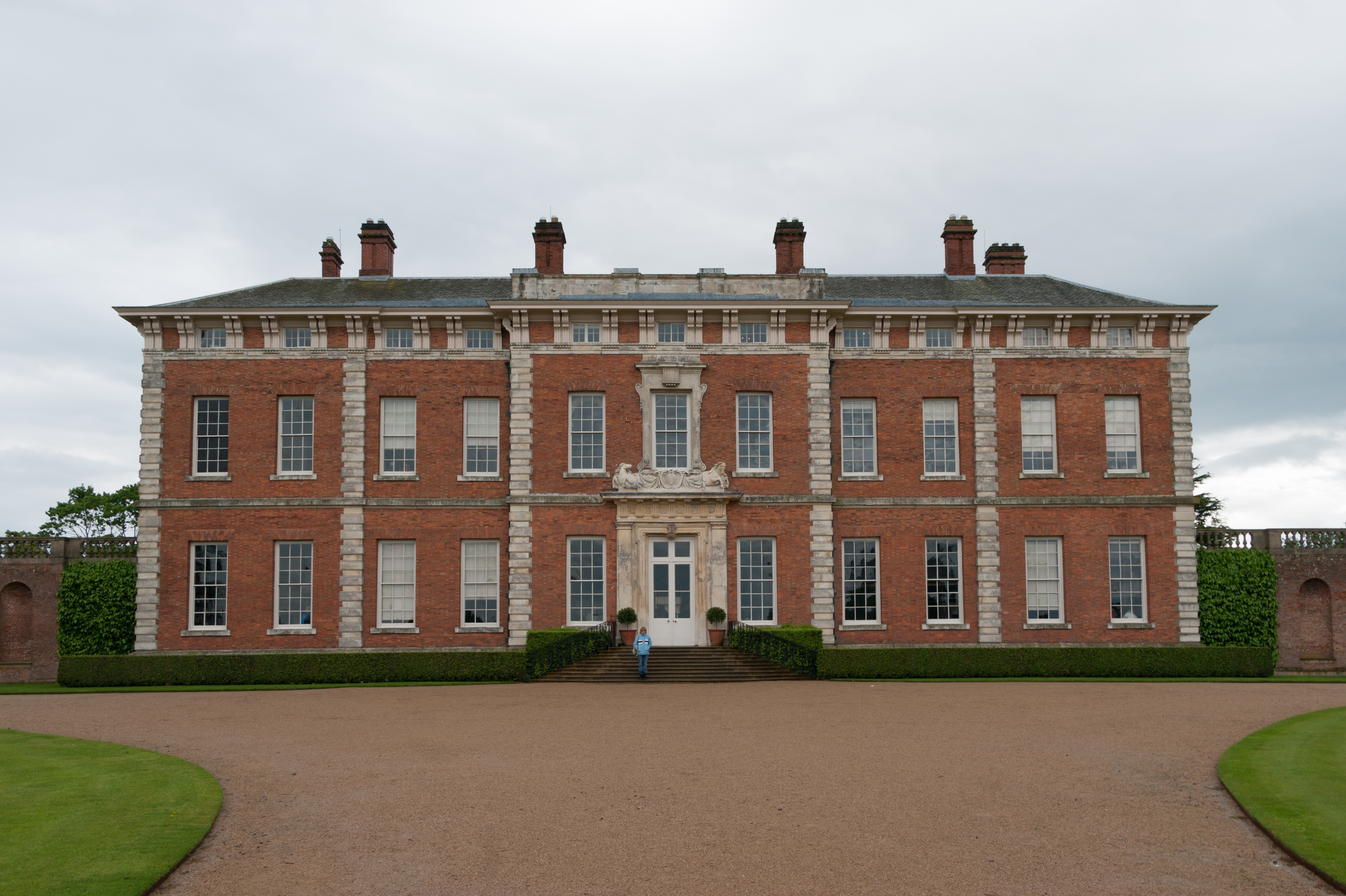
Beningbrough Hall, Yorkshire

Il hérite de Beningbrough Hall, Yorkshire, en 1827, à la mort de Margaret Earle, mère de son ami d’école à Eton. Ses fils l'ont précédée dans la tombe, et comme elle est la dernière de la famille Bourchier à avoir possédé Beningbrough, elle le lui laisse. Il succède à son frère comme vicomte Downe en 1832. Il est décédé à Torquay en 1846 et son fils aîné, William Henry, lui succède. Beningbrough, cependant, est laissé au deuxième fils de Downe, Payan. 